# Colocharis napoana
Colocharis napoana är en stekelart som beskrevs av John M. Heraty 2002. Colocharis napoana ingår i släktet Colocharis och familjen Eucharitidae. Inga underarter finns listade i Catalogue of Life.